# Banda de Música de Loja
La Banda de Música de Loja fue fundada en 1863 por iniciativa del ayuntamiento de la ciudad. Se trata de una de las bandas más antiguas de la provincia de Granada y de Andalucía Oriental.
Hoy en día, está constituida como asociación cultural sin ánimo de lucro cuya finalidad es la de difundir la música y transmitirla a las nuevas generaciones. Para ello tiene su propia escuela de música en la que un gran número de educandos de todas las edades participan e los talleres de viento metal, viento madera, percusión o iniciación musical. Además es partícipe de acompañar y engrandecer los principales acontecimientos de su localidad y celebra una temporada de conciertos durante todo el año.

## Historia
Es en 1857 cuando se data el antecedente documentado más remoto de la banda. En ese año se lleva a cabo la organización de una banda de música con objeto de solemnizar los actos públicos, encargándose su dirección a D. Ramón Ortega Alva, para dirigir y enseñar a los 24 componentes de la misma, inscritos y sujetos a las condiciones impuestas en contrato escrito, realizando su cometido durante todo ese año.
En 1858 el citado director gozaba de un contrato verbal sobre su sueldo, que por las dificultades económicas se debió convertir en gratificación a final de año, cosa que al parecer tampoco pudo hacerse efectiva, lo que llevaría, sin duda al abandono de esta iniciativa.
A lo largo del resto del XIX y XX se alternarán períodos de estabilidad y ruptura de la continuidad de este elemento cultural con gran base y arraigo popular, disolviéndose y volviéndose a crear en varias ocasiones fruto tanto de las dificultades económicas del Ayuntamiento como de las coyunturas políticas.
A finales de 1858 se recibe nueva propuesta desde Ceuta de D. Jose Santos, integrante del Batallón de Antequera que debió inspirar la fundación posterior, ya que planteaba la formación de menores de escasos recursos, que se comprometían a actuar gratuitamente para solemnizar las festividades lo que reducía considerablemente el coste para el Ayuntamiento.
La nueva creación en 1863 bajo la dirección como profesor de música de D. Rafael Martín Sánchez, se justifica bajo dos aspectos fundamentales, proporcionar instrucción y oportunidades a los niños asilados en el Hospicio al tiempo que se atiende una demanda ampliamente sentida por el vecindario de dinamización cultural amenizando las fiestas y celebraciones públicas. Así, se dota en el presupuesto dicha plaza y las bases establecidas para su funcionamiento regulan la asistencia obligatoria a clase de solfeo, la responsabilidad sobre el instrumento asignado a cada alumno, la plena disponibilidad para asistir a los actos que se disponga por el Ayuntamiento, y todo ello sin remuneración alguna que se considera compensada con la instrucción tanto musical como instrumental que reciben, lo que queda corroborado en el pliego de condiciones suscrito por sus miembros en 1868, en el que los alumnos esperamos de la bondad que tanto distingue a la Ilustre Corporación que en calidad de recompensa se nos conceda una gratificación de 800 reales en cada época que la costumbre ha hecho en los cuatro años anteriores, esto es Pascua de Navidad, Semana Santa, Feria y Corpus.
En 1864 la Corporación, constatando los progresos realizados en el funcionamiento de la banda y la satisfacción popular, procede a dotar a los 41 miembros de un uniforme que se componía de pantalón encarnado, levita azul con solapa a guardia marina, chaleco blanco, Leopoldina con flamera y cinturón de charol. Esta etapa será breve ya que hacia 1870 estaba disuelta y se intenta una nueva rehabilitación, se establecen nuevas bases nombrándose como director a D. Manuel Flores Espartel, pero no fructificará por imposibilidad de sus componentes sin desatender sus obligaciones.
No obstante en 1872 se inicia una etapa de mayor continuidad tanto en las tareas docentes como de interpretación bajo la dirección de D. Jose Gómez Fernández, hasta el año 1894. En 1875 se les dota nuevamente de uniformes, pero costeados con cargo a su asignación anual. En 1883 se apercibe al director sobre el mal funcionamiento de la misma y necesidad de reorganizarla.
Desde 1895 se suceden las disoluciones y los intentos de refundación con gran número de directores, D. Jose Gómez Pérez, D. Jose Martos Tapia, D. Plácido Fernández Barbero, D. Natalio Palma Gómez, D. Ángel Losada Miralles, D. Jose Gálvez Arca, D. José Cantón Tamayo, D. Juan Ronda Muñoz. Solamente Fernández Barbero gozará de continuidad desde 1925 hasta 1937.
En 1930 se acuerda señalar a los componentes un salario mensual y se fijan las actuaciones y conciertos todos los domingos alternativamente entre la Plaza de Alfonso XII y la Avenida Fernández de Córdoba, además de las fiestas a las que deben concurrir, adquiriéndose instrumentos musicales procedentes de la banda municipal de Granada.
En 1935 se estudia en el cabildo un informe de la Comisión de Fiestas acerca de los lugares donde debe dar sus conciertos la banda municipal, acordándose tras acalorado debate que toque los domingos en la Plaza de la República sin perjuicio de que se desplace a los barrios en época de fiestas, feria de agosto y otros.
En 1937 se produce una nueva disolución por acuerdo del 9 de marzo de 1937 por razones lógicas dado la coyuntura sociopolítica de la Guerra Civil y alegándose la muy deficiente labor desempeñada a pesar de los muchos años de funcionamiento y de los buenos deseos y esfuerzos realizados por el Ayuntamiento en distintas épocas. Se afirma por el Alcalde que el abandono y la apatía queda reflejado en la reiteración de las mismas composiciones, lo que llega a ser incluso objeto de burla por el vecindario.
Una vez terminado el conflicto bélico, se inicia en 1944 la que será probablemente la etapa más fructífera hasta la fecha dentro de la evolución histórica de esta agrupación musical, lo que sin duda está en relación directa con la creación en plantilla de la plaza de Director Titular, seleccionando en el concurso, entre 15 aspirantes a D. Eduardo Real Capitán, quién procedente de Toledo contaba con amplia experiencia profesional acreditada en diversas poblaciones de Toledo y Cuenca. De esta forma la banda retoma andadura en el año 1946, haciendo su primera actuación en público el día de San José, bajo la dirección del mencionado director, el cual estuvo  en la dirección de la misma hasta el año 1967, en que murió. Durante esa época, participó en el certamen de bandas de música de Andújar, en las hogueras de San Juan en Alicante y en diversas procesiones en las ciudades de Málaga y Granada, llegando a ser incluso, nombrada mejor banda de su región.
En el año 1967, entró como director Don Emilio Mestre García, el cual estuvo dirigiendo hasta el año 1985, año en que pasa la batuta a su hijo Don Rafael Mestre Romero, que permaneció como director hasta el año 1990. En dicha fecha, fue contratado para asumir la dirección Don Francisco Cobos Ortega permaneciendo durante un tiempo Don Rafael Mestre como profesor de madera y solfeo.
Don Francisco Cobos se ocupó de la dirección de la banda hasta que, en el año 1996, presentó su dimisión por motivos personales. Fue entonces contratado el maestro valenciano Don Aniceto Giner Arranz. Posteriormente en los últimos años una serie de directores como Luis M. Ortega, Victor Martín o Adrián Aguilera han ocupado la dirección hasta tomar el mando el actual director, Francisco Fernández Salado, titulado superior en Dirección de orquesta por el Conservatorio Superior de Música de Málaga.
Su histórica dependencia del Ayuntamiento de Loja cambió a raíz de su conversión en asociación cultural independiente en el año 2009 tras la aprobación de los estatutos fundacionales, convirtiéndose Don Antonio Muela Delgado en su primer presidente.

## Directores históricos de la banda
| Año  | Nombre del Director           | Año  | Nombre del Director            | Año  | Nombre del Director           | Año  | Nombre del Director        |
| ---- | ----------------------------- | ---- | ------------------------------ | ---- | ----------------------------- | ---- | -------------------------- |
| 1857 | Don Ramon Ortega Alva         | 1858 | Don José Santos                | 1863 | Don Rafael Martín Sánchez     | 1870 | Don Manuel Flores Espartel |
| 1872 | Don José Gómez Fernández      | 1895 | Don José Gómez Pérez           | 1898 | Don José Martos Tapia         | 1911 | Don Natalio Palma Gómez    |
| 1918 | Don Angel Losada Miralles     | 1920 | Don José Gálvez Arca           | 1922 | Don José Cantón Tamayo        | 1923 | Don Juan Ronda Muñoz       |
| 1925 | Don Plácido Fernández Barbero | 1946 | Don Eduardo Real Capitán       | 1967 | Don Emilio Mestre García      | 1985 | Don Rafael Mestre Romero   |
| 1990 | Don Francisco Cobos Ortega    | 1996 | Don Aniceto Giner Arranz       | 1998 | Don José Luis Martinez Ortega | 2004 | Don Victor Martín López    |
| 2012 | Don Adrián Aguilera           | 2021 | Don Francisco Fernández Salado |      |                               |      |                            |

- Datos: Q16489459